# Karl Vilhelm af Anhalt-Zerbst
Fyrst Karl Vilhelm af Anhalt-Zerbst (tysk: Karl Wilhelm, Fürst von Anhalt-Zerbst; 16. oktober 1652 – 3. november 1718) var fyrste af det tyske fyrstendømme Anhalt-Zerbst fra 1667 til sin død i 1718.

## Eksterne links
- Wikimedia Commons har flere filer relateret til Karl Vilhelm af Anhalt-Zerbst
- Slægten Askaniens officielle hjemmeside Arkiveret 21. august 2018 hos  Wayback Machine
- F. Siebigk: Karl Wilhelm (Fürst von Anhalt-Zerbst) i Allgemeine Deutsche Biographie (ADB) (ses på  tysk Wikisource)

| Karl VilhelmHuset AskanienFødt: 16. oktober 1652 Død: 3. november 1718 |                                     |                             |
| Titler som regent                                                      |                                     |                             |
| Foregående: Johan 6.                                                   | Fyrste af Anhalt-Zerbst 1667 – 1718 | Efterfølgende: Johan August |